# Султанский, Исаак Мордехаевич
Исаа́к Мордеха́евич (Ма́ркович) Султа́нский (1828, Луцк, Волынская губерния — 21 мая [2 июня] 1899, Бахчисарай, Таврическая губерния) — караимский учёный, учитель и проповедник.

## Биография
Родился в 1828 году в Луцке в семье караимского богослова и газзана Мордехая Иосифовича Султанского. Основательно изучил древнееврейский язык, караимскую и еврейскую классическую литературу, что позволило ему на протяжении всей жизни заниматься преподавательской деятельностью в различных караимских общинах Российской империи. В конце 1850-х годов переехал в Евпаторию, где открыл частный мидраш. Среди учеников И. М. Султанского были известные в будущем газзаны и просветители: И. И. Синани, Я. В. Дуван, его сын И. И. Султанский, Т. С. Леви-Бабович. В 1859 году избран газзаном большой кенассы г. Евпатории, но в 1863 году был отстранён от должности по жалобе евпаторийской общины в караимское духовное правление. В 1869 году переехал в Севастополь, где вновь занял пост старшего газзана, а утверждён был таковым в 1882 году севастопольским градоначальником. В 1890 году «с целью найти неоспоримые материалы для решения вопроса о времени поселения в Крыму караимов» вместе с меламмедом феодосийского мидраша Я. М. Кокенаем делегирован гахамом С. М. Панпуловым на экспедицию археолога Ф. А. Брауна по исследованию караимского некрополя Мангуп-Кале. С 1889 по 1894 годы служил старшим газзаном в Симферополе. Благодаря его стараниям в этом городе была построена новая кенасса. Из Симферополя переехал в Бахчисарай, где до своей смерти был старшим газзаном и учителем в мидраше.
По словам Б. С. Ельяшевича, Султанский «...славился в народе не только как даровитый и учёный педагог и прекрасный проповедник, но ещё и как один из лучших митпаллелей (певчих) своего времени, владевший красивым, приятным и довольно сильным голосом тенором и отлично знавший все напевы и мотивы крымских караимов». Также И. М. Султанский был автором множества неопубликованных проповедей, перевода молитв на Йом-Киппур на «татарское наречие», изданных в 3-й части «Молитвенной книги по обряду караимов» (Вильна, 1892), и элегии на смерть А. С. Фирковича, помещённой в сочинении Э. Дейнарда «Толедот Эвен Решеф» (Варшава, 1875).
Умер 21 мая 1899 года в Бахчисарае от порока сердца. Похоронен в Иосафатовой долине у Чуфут-Кале.